# Kojmon
Kojmon är ett naturreservat i Åtvidabergs kommun i Östergötlands län.
Området är naturskyddat sedan 2008 och är 21 hektar stort. Reservatet omfattar en höjd och nordostsluttning ner mot Storsjön. Reservatet består av gammal tallskog med gammal grov gran och asp i branterna.